# ابومعشر بلخی
ابومَعْشَر جعفر بن محمد بن عمر بلخی (۱۶۶ ه‍.خ–۲۶۴ ه‍.خ) یکی از اخترشناس ایرانی دربار خلافت عباسی در سدهٔ نهم میلادی و عضو دارالحکمه بود.   دستورالعمل های عملی او برای تربیت اخترشناسان عمیقاً بر تاریخ فکری مسلمانان و از طریق ترجمه ها بر تاریخ اروپای غربی و بیزانس تأثیر گذاشته است. نام او در غرب اپومسر یا البومسر امده است. زادروز یادشده از  کتابش احکام تحویل سنی الموالید به دست آمده است.
وی در دوران خلافت المعتز بالله تا خلافت معتمد رئیس اخترشناسان بغداد بود. 
صاعد اندلسی او را داناترین مردم می‌داند و از او چنان نام می‌برد که گویی سخن وی در هر باب حجتی قاطع است.

## زندگی
ابومعشر اهل بلخ، شهری در خراسان و تقریباً در ۷۴ کیلومتر (۴۶ مایل) در جنوب آمودریا، یکی از پایگاه‌های اصلی حمایت از قیام عباسیان در اوایل سده هشتم بود. جمعیت آن، همانطور که عموماً در مناطق مرزی فتح ایران توسط اعراب رایج بود، از نظر فرهنگی به میراث ساسانی خود پایبند بودند. او احتمالاً در سال‌های اولیه خلافت مأمون (حکومت 813-833) به بغداد آمد. طبق کتاب الفهرست ابن ندیم (سده دهم)، او در ضلع غربی بغداد، نزدیک باب خراسان، دروازه شمال شرقی شهر اصلی در ساحل غربی دجله، زندگی می‌کرد.
ابومعشر عضوی از نسل سوم (پس از فتح اعراب) نخبگان فکری خراسانی با گرایش پهلوی بود و از رویکردی التقاطی «بسیار شگفت‌انگیز و متناقض» دفاع می‌کرد. شهرت او او را از آزار و اذیت مذهبی نجات داد، اگرچه گزارشی از یک حادثه وجود دارد که در آن به دلیل عمل طالع بینی در زمان خلافت مستعین (حکومت 862-866) شلاق خورد. او محقق حدیث بود و طبق روایات زندگینامه‌ای، تنها در چهل و هفت سالگی (832/3) به طالع بینی روی آورد. او درگیر مشاجره‌ای تلخ با الکندی (حدود 796-873 )، برجسته‌ترین فیلسوف عرب زمان خود، که در ارسطوگرایی و نوافلاطونی‌گری تبحر داشت، شد. رویارویی او با الکندی بود که ابومعشر را به لزوم مطالعه «ریاضیات» برای درک استدلال‌های فلسفی متقاعد کرد.
پیشگویی او از واقعه ای که متعاقباً رخ داد، باعث شد خلیفه المستعین که از او ناراضی بود، او را شلاق بزند. «من درست حدس زدم و به شدت مجازات شدم.»
ابن ندیم گزیده‌ای از کتاب ابومعشر در مورد تغییرات جداول نجومی را در بر دارد که شرح می‌دهد چگونه پادشاهان ایرانی بهترین مواد نوشتاری جهان را برای حفظ کتاب‌های علمی خود جمع‌آوری کرده و آنها را در کتابخانه سارویه در شهر جی در اصفهان به امانت گذاشتند. این گنجینه در زمانی که ابن ندیم در سده دهم می‌نوشت، همچنان وجود داشت.
امیر خسرو دهلوی اشاره می‌کند که ابومعشر به بنارس (واراناسی) آمد و ده سال در آنجا نجوم آموخت.
گفته می‌شود ابومعشر در سن ۹۸ سالگی (اما طبق گاهشماری هجری قمری، صد سالگی) در واسط در شرق عراق، در دو شب آخر رمضان سال ۲۷۲ هجری قمری (۹ مارس ۸۶۶) درگذشت. 
ابومعشر یک ملی‌گرای ایرانی بود که در «کتاب القرانات» خود به مطالعه طالع‌بینی دوره ساسانیان پرداخت تا فروپاشی قریب‌الوقوع حکومت اعراب و احیای حکومت ایرانیان را پیش‌بینی کند.

## فلسفهٔ ابومعشر بلخی
ابومعشر در آثار خویش کوشیده است تا با یاری گرفتن از سنت‌های ایرانی، هندی و یونانی و با بکارگیری فلسفه سریانی که به کارایی ستارگان و سحر رنگ نوافلاطونی می‌داد و در نوشته‌های کندی و کتاب‌های حرانیان و نیز در آثار دانشمندان ایرانی پیش از وی مانند ماشاءالله، ابوسهل فضل پسر نوبخت، ابن فرخان طبری و ابویوسف یعقوب قصرانی منعکس است، درستی احکام اخترشناسی و کاربرد آن را در جادو و افسون به اثبات رساند. برهان فلسفی ابومعشر ارسطویی و همراه با عناصر نوافلاطونی بوده و در این باره از نوشته‌های منسوب به هرمس و آگاثودمون۱، پیشوایان حرانی، سود برده است.
وی برای جهان هستی ۳ سطح می‌شناسد: الهی (فلک نور)، اثیری(۸ فلک آسمانی) و هیولانی (جزء زیر قمر). ابومعشر به پیروی از حرانیان کوشید وجود رابطه میان افلاک آسمانی و جهان متغیر زیر فلک قمر را به اثبات رساند و برای پیوند میان افلاک آسمانی و جزء زیر فلک قمر، از دید احکام نجومی پایه علمی بسازد. به گفته ابومعشر، اجسام زمینی می‌توانند به وسیله اجرام فلکی به حرکت درآیند و دچار دگرگونی و استحاله و کون و تباهی شوند و همچنین اجرام فلکی نیز نیروی آن را دارند که بر اجسام ویژه زمینی اثر بگذارند. وی بر پایه این دیدگاه باور داشت که همه معارف منشأ ایزدی دارد و نشانه‌های وحی خداوندی در هر دانش به چشم می‌خورد؛ روح انسانی که از فلک نور ایزدی به زیر فلک قمر فرود آمده، می‌تواند با یاری و میانجیگری افلاک آسمانی و از راه نماز، پرستش و اوراد و اذکار، از یک فلک به فلک بالاتر صعود کرده و سرانجام به خدا متصل شود و بدون توسل به این واسطه‌ها وصول شدنی نیست و این همه از پژوهش و مطالعه در دانش اخترشناسی و احکام آن حاصل می‌گردد.
او باور داشت که درستی و اعتبار احکام اخترشناسی تنها از راه مکتب ارسطویی حرانیان روشن نمی‌شود، بلکه همچنین می‌توان با تکیه بر دقایق تاریخ انتقال علوم در جهان، اجزاء حقیقت را دربارهٔ طبیعت که در میان اقوام گوناگون پراکنده‌ است، به یک آغاز ایزدی وصل کرد، و بر این پایه احکام اخترشناسی و سحر را سودمندترین دانش‌ها برای انسان می‌دانست. او همچنین بر این باور بود که هر یک از ستارگان در صفات اشیاء و سرنوشت و مقدرات اشخاص اثر داشته و در دگرگونی‌های طبیعی و حتی برخی دگرگونی‌های نفسانی مؤثرند و آدمی به وسیله دانش احکام اخترشناسی می‌تواند دگرگونی‌های برآمده از ستارگان را پیشگویی کند. ابومعشر در زیج الهزارات، برای سنتهای فرهنگی نوع آدمی، به سبب آنکه برخاسته از وحی است، منشأ واحدی قائل شده است. ابومعشر با نوشتن کتاب الالوف و کتاب‌ها فی بیوت العبادات مایه شهرت بیشتر حرانیان شده است. وی گاه به گاه اشاره‌ای به طلسمات می‌کند، ولی به پیشگویی، بیش از دخل و تصرف در آینده، دلبستگی نشان می‌دهد.
گروهی برآنند که دلبستگی و توجه دانشمندان در برابر احکام اخترشناسی در نیمه دوم سده ۲ ق/۸ م در بغداد، انتقال رساله‌های احکام نجومی ساسانی به جهان اسلام، ورود یک هیئت هندی در ۱۵۵ ق/۷۷۱ م به بغداد برای آموزش علوم هندی و کمک در ترجمه نوشته‌های هندی به عربی و جنبش دامنه‌داری که در زمان مأمون در ترجمه آثار بیگانه به عربی پیدا شده بود، سبب گردید تا کتاب‌های بنیادی اخترشناسی یونانی، از آن میان المجسطی و کتاب الاربعه۲ بطلمیوس و کتاب‌های دیگر از سریانی و یونانی برگردان و در دسترس دوستداران این دانش قرار گیرد. ابومعشر نیز چنان‌که ذکر شد، از این ترجمه‌ها و آثار آگاهی پیدا کرد و توانست از مطالب آنها در مباحث و موارد گوناگون نوشته‌های خود بهره گیرد.

## شاگردان
از شاگردان و پیروان ابومعشر می‌توان ابن مازیار (ابن بازیار)، محمد بقن عبدالله بن سمعان، عبدالله بن مسرور نصرانی و ابوسعید شاذان بن بحر را نام برد که این یک سخنان ابومعشر را زیر عنوان رازهای دانش النجوم یا مذاکرات شاذان بن بحر گرد آورده‌است.

## آثار
آثار ابومعشر از دید دربرداشتن بخش‌هایی از نوشته‌های کهنی که اصل آنها از میان رفته، قابل توجه است.
1. الابراج و الطوالع و فوائد شتی فی دانش الحساب، در ۱۹۸۷م در بیروت به چاپ رسیده‌است.
2. بغیه الطالب فی معرفه الضمیر المطلوب و الطالب و المغلوب و الغالب. این کتاب دربارهٔ دانش رمل است که بارها در مصر به چاپ رسیده است.
3. القرانات. این کتاب دربرگیرنده ۸ مقاله است. یوحنا اشبیلی آن را به لاتینی برگردان کرده است. این برگردان در ۱۴۸۹م به وسیله ارهارد راتدلت در آوگسبورگ و در ۱۵۱۵م به کوشش یاکوبوس پنتیوس لئوکنسیس در ونیز چاپ شده است. از ترجمه پارسی این کتاب چند نسخه خطی در دارالکتب قاهره، کتابخانه ملک و کتابخانه ملی رشت موجود است.
4. المدخل الکبیر فی علم احکام النجوم. این کتاب مهمترین اثر به جای مانده ابومعشر است و در نزدیک سال ۲۳۵ق نوشته شده است. وی در فصل دوم قول نخست کوشیده است اعتبار احکام اخترشناسی را به اثبات رساند. تنها بخشی از این اثر منتشر، و گزیده‌هایی از آن نیز در نزدیک سال ۳۷۹ق/۱۰۰۰م به یونانی برگردان شده است. در میان ترجمه‌های انبوهی که به زبان لاتینی به عمل آمده، ترجمه یوحنا اشبیلی مشهورتر است. چاپ تصویری این کتاب در ۱۴۰۵ق/۱۹۸۵م در فرانکفورت منتشر شده است. این اثر به زبانهای انگلیسی و آلمانی برگردان شده است.
5. الموالید الصغیر، که چندبار در قاهره به چاپ رسیده‌است. این اثر مشتمل بر ۲ نوشتار و ۱۳ فصل است. ۴ فصل نخست آن از سحر و احکام اخترشناسی در دوره‌های گوناگون، ۵ فصل پس از آن مطالب شگفتی دربارهٔ سحر و پیشگویی و ۴ فصل آن دربارهٔ موالید است.
6. اصل الاصول، دربارهٔ موالید. نسخه‌هایی از آن در کتابخانه ملی، آستان قدس و اسکوربال موجود است.
7. کتاب الالوف. این کتاب یکی از مهم‌ترین آثار ابومعشر است که اصل آن از میان رفته، ولی احمد بن محمدبن عبدالجلیل سجزی بخش‌هایی از آن را با نام منتخبات کتاب الالوف در فراگیر شاهی و بخشی دیگر را با نام فصل من کتاب الالوف فی اجتماع الکواکب السبعه و مبادی التواریخ به گونه مستقل آورده است. بخشی از این کتاب که در آن مطالبی دربارهٔ «نسیء» آمده، در منتهی الادراک فی تقاسیم الافلاک، اثر عبدالجبارین محمد خرقی نقل شده است.
8. الامطار و الریاح و تغیر الاهویه، که ابومعشر آن را بنا بر روش حکمای هند نگارش کرده است و متن اصلی اکنون در دست نیست، بلکه تنها ترجمه لاتینی آن که در ۱۵۰۷م در ونیز به چاپ رسیده، موجود است.
9. احکام تحویل سنی الموالید. نسخه‌هایی از آن در پاریس و کتابخانه اسکوریال موجود است. سجزی گزیده‌ای از آن را در ۲۳ باب به نام برگزیده کتاب الموالید به زبان عربی فراهم آورده که نسخه‌هایی از آن در کتابخانه ملی تهران و کتابخانه آستان قدس موجود است؛ وی سپس کتاب گذشته را با اضافاتی مشتمل بر جدول‌های سالنامه و دیگر به زبان پارسی، با نام برهان الکفایه برگردان کرده که در کتابخانه آستان قدس نگهداری می‌شود. این اثر ابومعشر را یوحنا اشبیلی به لاتینی برگردان کرده که در ۱۴۸۹م در آوگسبورگ و در ۱۵۱۵م و در ونیز به چاپ رسیده است.
10. الکدخدا و کتاب الهیلاج. برخی این کتاب را با دو عنوان جداگانه ذکر کرده‌اند، ولی قفطی آن را زیر یک عنوان آورده است. واژگان پارسی در این کتاب نشان از آن دارد که مطالب مربوط به آن بازمانده از دوره ساسانی است. یک نسخه خطی از این اثر در کتابخانه نور عثمانیه نگهداری می‌شود.
11. النکت، یا تحاویل سنی العالم، کتابی است در ۷مقاله که در سده ۵ق/۱۱م به وسیله ابراهیم اخترشناس از عربی به پارسی برگردان شده و در آن از کواکب، اقترانات، طوالع، اسهام و جز آنها بحث شده، نسخه خطی آن در کتابخانه ملی موجود است. این کتاب به وسیله یوحنا اشبیلی با نام فلورس۱ به لاتینی برگردان شده و بدست ارهارد راتدلت در ۱۴۸۹و۱۴۹۵م در آوگسبورگ و به وسیله سسا۲ در ۱۴۸۸ و ۱۵۰۶م در ونیز انتشار یافته است.
12. رازهای دانش النجوم یا مذاکرات شاذان بن بحر. نسخه‌های خطی آن در کتابخانه‌های کمبریج و اسماعیل صائب، نگهداری می‌شود.